# Protestas contra la invasión rusa de Ucrania

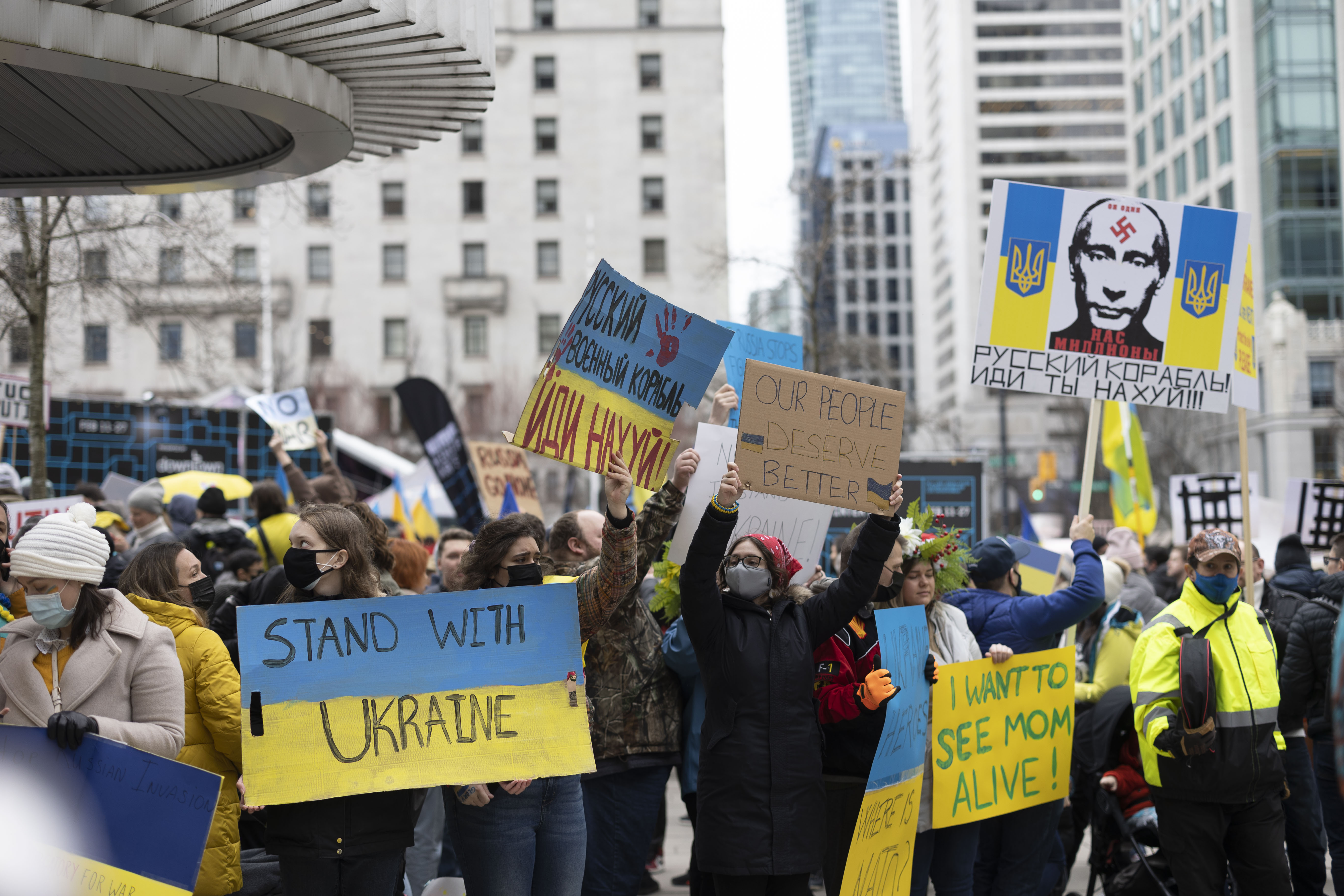
Un grupo de manifestantes protestando en contra de los ataques de Rusia a Ucrania, Vancouver, Canadá.

Las protestas contra la invasión rusa de Ucrania de 2022 son un conjunto de manifestaciones ocurridas en varios lugares del mundo, estos a modo de protesta en contra de los ataques rusos a Ucrania. Muchos de estos consisten de manifestaciones públicas con símbolos provenientes de Ucrania, así como la iluminación de edificaciones con los colores de la bandera de Ucrania.

## Contexto
La invasión rusa a Ucrania, también conocida como la guerra de Ucrania, iniciada el 24 de febrero de 2022, constituye una escalada de la guerra ruso-ucraniana que comenzó tras los sucesos del Euromaidán en 2014. Se trata del mayor conflicto militar convencional en Europa desde la Segunda Guerra Mundial. La cifra precisa de víctimas se desconoce; se estima que hasta mediados de 2023, había causado la muerte de más de nueve mil civiles y decenas de miles de soldados. Los combates también han generado la mayor crisis de refugiados en el continente desde la Segunda Guerra Mundial: más de 7,3 millones de ucranianos han abandonado el país y más de 7,1 millones se han desplazado internamente. Además, la guerra ha causado daño ambiental significativo y ha puesto en peligro la disponibilidad de alimentos a nivel mundial.
La invasión estuvo precedida por una concentración militar rusa en las fronteras de Ucrania, que dio comienzo a mediados de 2021. Durante este periodo de tensión diplomática, el presidente ruso Vladímir Putin criticó la ampliación de la OTAN posterior a 1997 mientras negaba repetidamente que Rusia tuviera planes de invadir Ucrania. No obstante, el 21 de febrero siguiente, Rusia reconoció a la República Popular de Donetsk y a la República Popular de Lugansk, dos estados autoproclamados en la región de Dombás, al este de Ucrania, y envió tropas a esos territorios. Al día siguiente, el Consejo de la Federación de Rusia autorizó por unanimidad a Putin a utilizar la fuerza militar fuera de las fronteras de Rusia. El 24 de febrero, Putin anunció —en un mensaje televisado— una «operación militar especial» en las provincias de Donetsk y Lugansk; los misiles empezaron a impactar en diversos puntos de Ucrania, mientras las fuerzas terrestres rusas cruzaban la frontera, dando inicio a múltiples ofensivas.
En los frentes sur y sureste, los rusos tomaron Jersón en marzo de 2022 y Mariúpol el mes siguiente, mientras abandonaron la campaña de Ucrania central y lanzaron una renovada batalla del Dombás. Las fuerzas rusas continuaron bombardeando objetivos militares y civiles lejos de la línea del frente, incluida la red de energía durante el invierno. A fines de 2022, Ucrania retomó territorios mediante contraofensivas en el sur y el este. Poco después, Rusia anunció la anexión de cuatro provincias parcialmente ocupadas tras realizar referéndums criticados por la comunidad internacional. En noviembre, Ucrania retomó partes del Óblast de Jersón. En febrero de 2023, Rusia movilizó a cerca de doscientos mil soldados para una nueva ofensiva en el Dombás. En junio de 2023, Ucrania lanzó otra contraofensiva en el sureste que no logró ninguno de sus objetivos, a la par que Rusia sufría una rebelión por parte del grupo mercenario Wagner. En agosto de 2024, Ucrania llevó a cabo una incursión en el óblast ruso de Kursk, aunque las fuerzas rusas y norcoreanas recuperaron el territorio conquistado en cuestión de meses.
La invasión fue condenada por una parte importante de la comunidad internacional. La Asamblea General de las Naciones Unidas aprobó la Resolución ES-11/1 condenando la invasión y exigiendo la retirada total de Rusia. La Corte Internacional de Justicia ordenó a Rusia suspender las operaciones militares tras no encontrar evidencia que respaldase las acusaciones rusas a Ucrania de genocidio en el Dombás, y el Consejo de Europa expulsó al país. Numerosos gobiernos occidentales, entre los que destacan la Unión Europea y los Estados Unidos, impusieron sanciones a Rusia y su aliado Bielorrusia, y proporcionaron ayuda humanitaria, económica y militar a Ucrania. Más de mil empresas abandonaron Rusia y Bielorrusia en respuesta a la invasión. La Corte Penal Internacional (CPI) abrió una investigación sobre posibles crímenes contra la humanidad, crímenes de guerra, secuestro de niños y genocidio, emitiendo una orden de arresto contra Putin en marzo de 2023.

## Protestas

### Rusia

La bandera blanca-azul-blanca utilizada por los manifestantes contra la guerra y ampliamente apoyada por la oposición rusa, también declarada por esta como la bandera de una "hermosa Rusia del futuro" precisamente como una república parlamentaria.

La Oficina del Alto Comisionado de las Naciones Unidas para los Derechos Humanos dijo el 8 de marzo que unas 12 700 personas habían sido detenidas en Rusia por haber participado en protestas contra la guerra de Ucrania, ya que Rusia había emitido una declaración para no participar en protestas «no autorizadas». Las autoridades rusas advirtieron a los rusos de las repercusiones legales por unirse a las protestas contra la guerra. Más de 60 activistas y periodistas rusos han sido arrestados.
El ganador del Premio Nobel de la Paz ruso Dmitri Murátov anunció que el periódico Nóvaya Gazeta publicaría su próxima edición tanto en ucraniano como en ruso. Murátov y otros firmaron un documento afirmando que Ucrania no era una amenaza para Rusia y pidiendo a los ciudadanos rusos «que digan No a esta guerra». La  periodista Elena Chernenko de Kommersant, distribuyó una carta abierta crítica que fue firmada por 170 periodistas y académicos.
El encarcelado líder de la oposición rusa, Alekséi Navalni, condenó el ataque de Rusia contra Ucrania y calificó a los que lanzaron la guerra de «bandidos y ladrones», e instó a los ciudadanos rusos a realizar protestas diarias contra la invasión rusa de Ucrania.
La invasión fue condenada por la presentadora de televisión Ksenia Sobchak, la estrella del pop Valeri Meladze y el presentador de televisión Iván Úrgant.
El 24 de febrero, el activista de derechos humanos Lev Ponomariov inició una petición para protestar por la invasión, obteniendo 289 000 firmas al final del día.
La activista opositora y política rusa Marina Litvinóvich convocó a protestas contra la guerra en las ciudades rusas. Fue detenida por la policía rusa cuando salía de su casa.
Un periódico ruso independiente, publicó una carta abierta contra la guerra, firmada por más de 7.400 científicos rusos.
El 6 de marzo, los informes sobre ciudadanos arrestados por protestar llegaron a más de 4000; Se estima que 4888 manifestantes se convirtieron en víctimas del arresto en 69 ciudades. Cerca de 2319 personas fueron detenidas en Moscú al 7 de marzo, y más informes sugirieron que la policía podría retener a más personas que la lista emitida. San Petersburgo fue testigo continuo de la proliferación de detenciones masivas, con 750 detenidos entre 1500 participantes. En otras localidades, 1061 personas fueron detenidas entre 1200 personas que participaron en la manifestación. 
Vladímir Putin introdujo penas de prisión de hasta 15 años por publicar "noticias falsas" sobre operaciones militares rusas. Más de 2000 personas fueron acusadas en mayo de 2022 en virtud de las leyes que prohíben la información "falsa" sobre las fuerzas armadas.
El 21 de septiembre, el movimiento Vesna convocó manifestaciones en todo el país en respuesta al anuncio de Vladímir Putin sobre la movilización parcial de las reservas militares de Rusia, tras los reveses del ejército ruso durante la contraofensiva ucraniana en el oblast de Járkov. Siguieron múltiples protestas a pequeña escala en varias ciudades rusas, incluidas Moscú, San Petersburgo, Ekaterimburgo, Novosibirsk y Tomsk. Más de 1.311 manifestantes habían sido detenidos al final del día, según OVD-Info.

### Extranjero

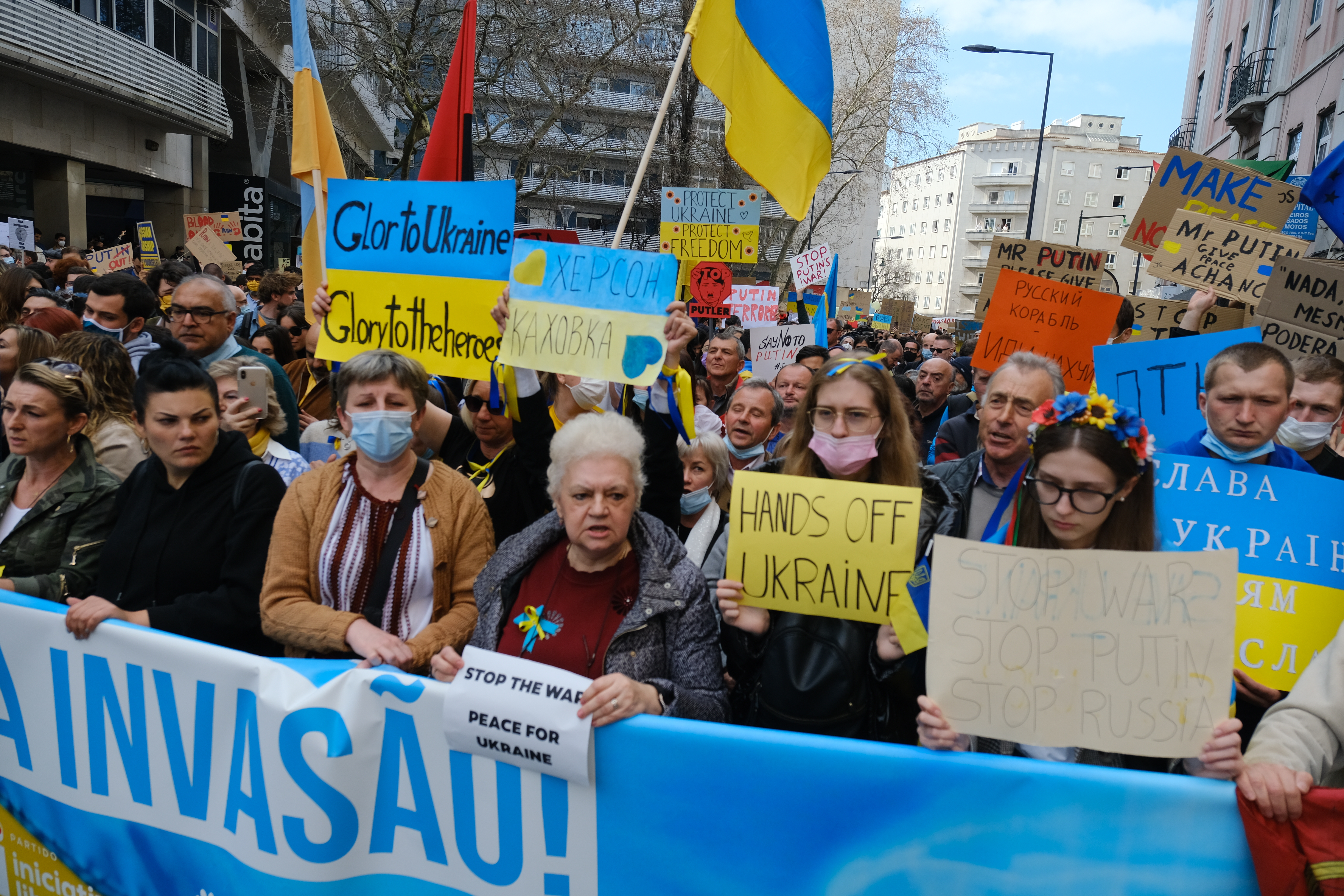
Una protesta en contra de la invasión rusa en Lisboa, Portugal.

#### Manifestaciones
Debido a los ataques por parte de Rusia a Ucrania, se produjeron manifestaciones alrededor del mundo, por lo general, usando la bandera de Ucrania y carteles o pancartas con frases que instan a que se dé un fin a la guerra. Dichas manifestaciones se desarrollaron tanto en ciudades de países como: Alemania, Argentina, Armenia, Bélgica, Bulgaria, Canadá, Chile, Colombia, Estados Unidos, Francia, Georgia, Hungría, Islandia, Irlanda, Japón, Kazajistán, Luxemburgo, Malasia, México, Moldavia, Países Bajos, Rumania, Reino Unido, Uruguay y Venezuela.

#### Protestas de investigadores y víctimas del nazismo

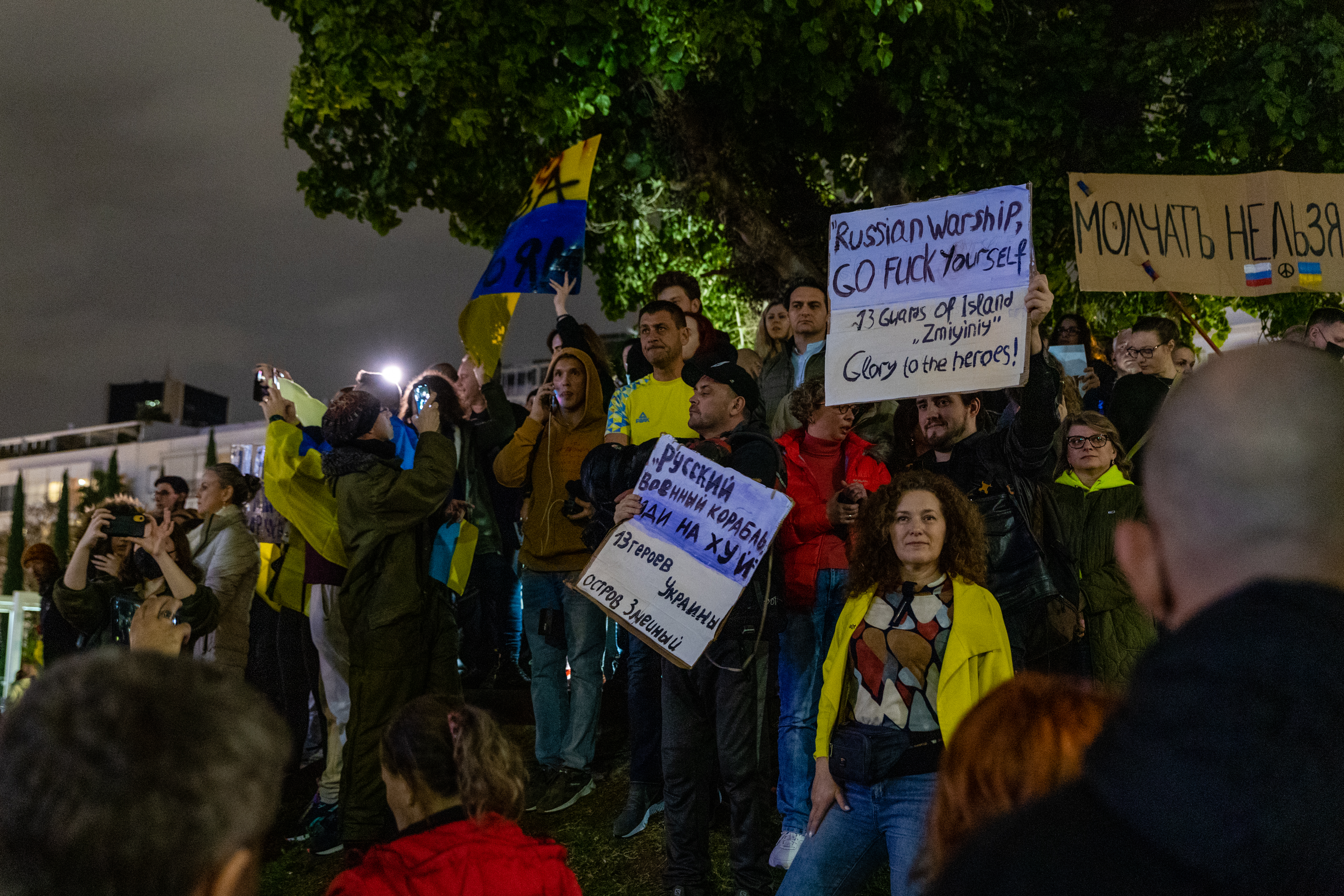
Una protesta en contra de la invasión rusa en Tel Aviv, Israel.

El 27 de febrero de 2022, la revista Jewish Journal publicaba una declaración de más de 150 académicos e investigadores de varias universidades, estudiosos del nazismo, Holocausto, genocidio y la Segunda Guerra Mundial en la que rechazaban firmemente el abuso cínico de las autoridades rusas del concepto de desnazificación, la memoria de la guerra y el Holocausto. Afirmaban que dicha retórica es falsa de hecho, moralmente repugnante y gravemente ofensiva para la memoria de millones de víctimas del nazismo así como aquellos que valientemente lucharon contra éste, incluidos los soldados rusos y ucranianos del Ejército Rojo.
El 21 de marzo, moría en Járkov, alcanzado por un misil ruso, el superviviente del campo de concentración de Buchenwald Borís Románchenko de 96 años de edad. La Fundación de los Memoriales Buchenwald y Mittelbau-Dora ha vetado la presencia de representantes diplomáticos rusos y bielorrusos en el acto conmemorativo por el 77 aniversario de la liberación de dichos campos de concentración.

### Organizaciones internacionales
Las asociaciones de fútbol en Polonia, República Checa y Suecia emitieron declaraciones de que boicotearían los próximos partidos de clasificación para la Copa Mundial en Moscú. También pidieron a la UEFA y la FIFA que encuentren ubicaciones alternativas para los próximos partidos. La UEFA anunció una reunión para el 25 de febrero para discutir la invasión y confirmar el traslado de la final de la Liga de Campeones 2022 fuera de San Petersburgo, Rusia.

## Galería de la iluminación de edificaciones
En varios países del mundo se verían como monumentos, edificaciones, estatuas, entre otros se iluminarían con los colores de la bandera de Ucrania, estos en protesta de los ataques rusos. Estos iniciarían en conjunto con el comienzo de la invasión.

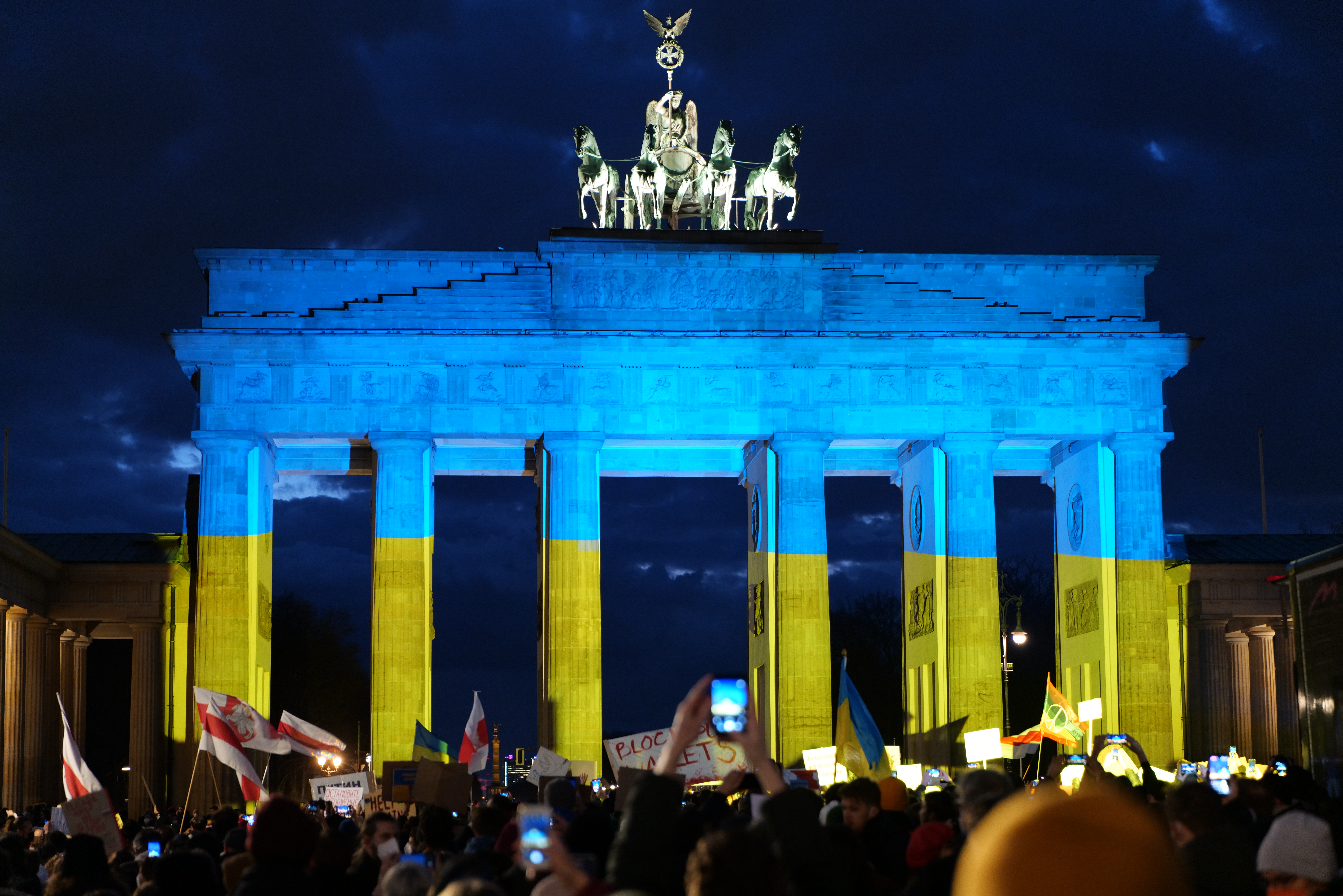
Puerta de Brandeburgo, Berlín,  Alemania
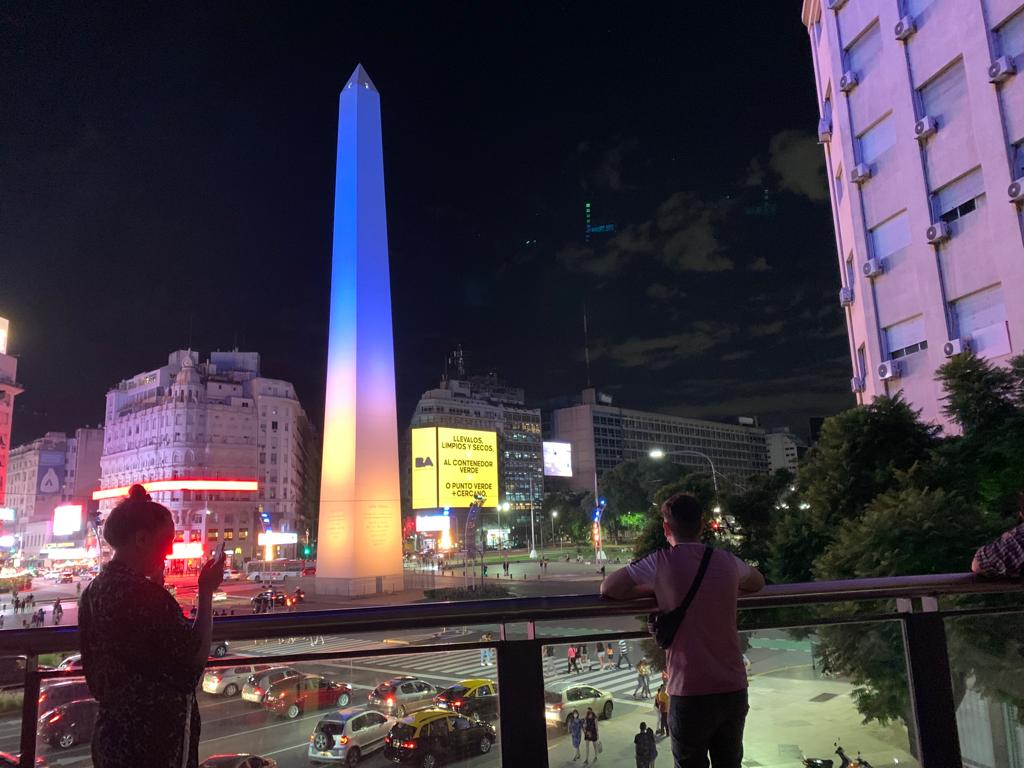
Obelisco de Buenos Aires,  Argentina
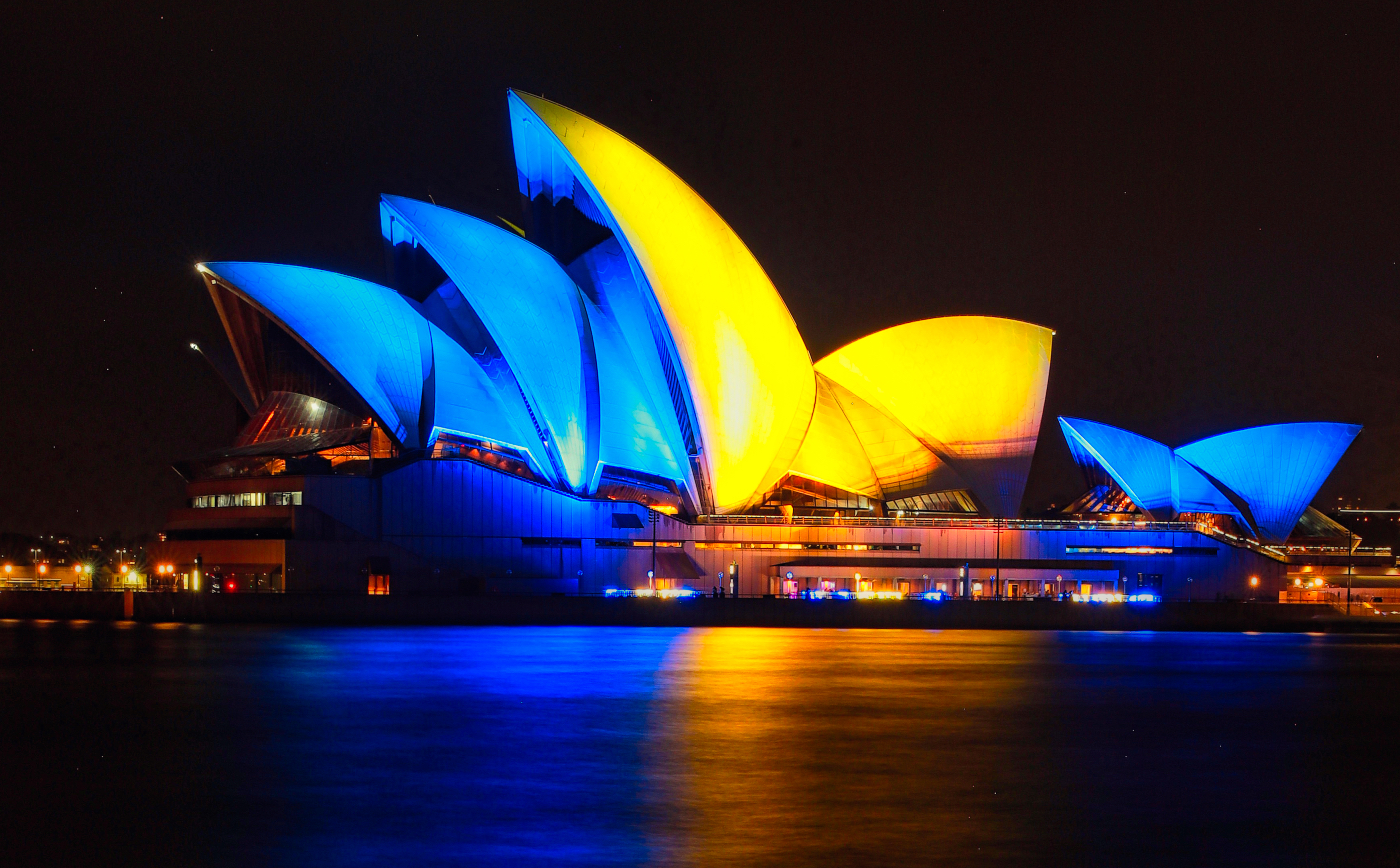
Ópera de Sídney,  Australia
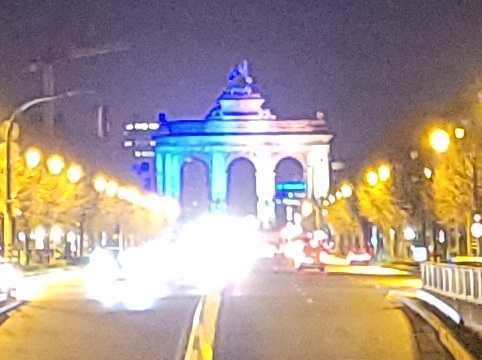
Arco del Cincuentenario, Bruselas,  Bélgica
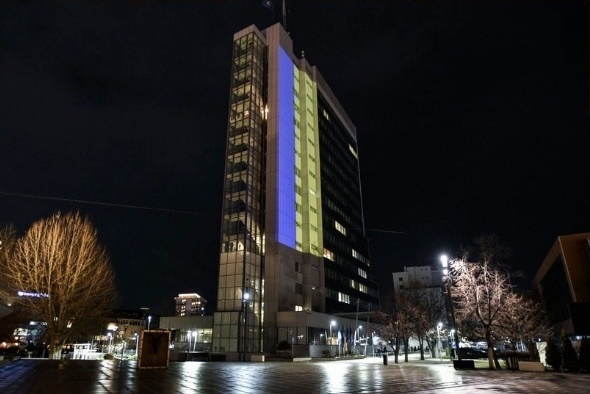
Edificio gubernamental de Kosovo; Pristina,  Kosovo
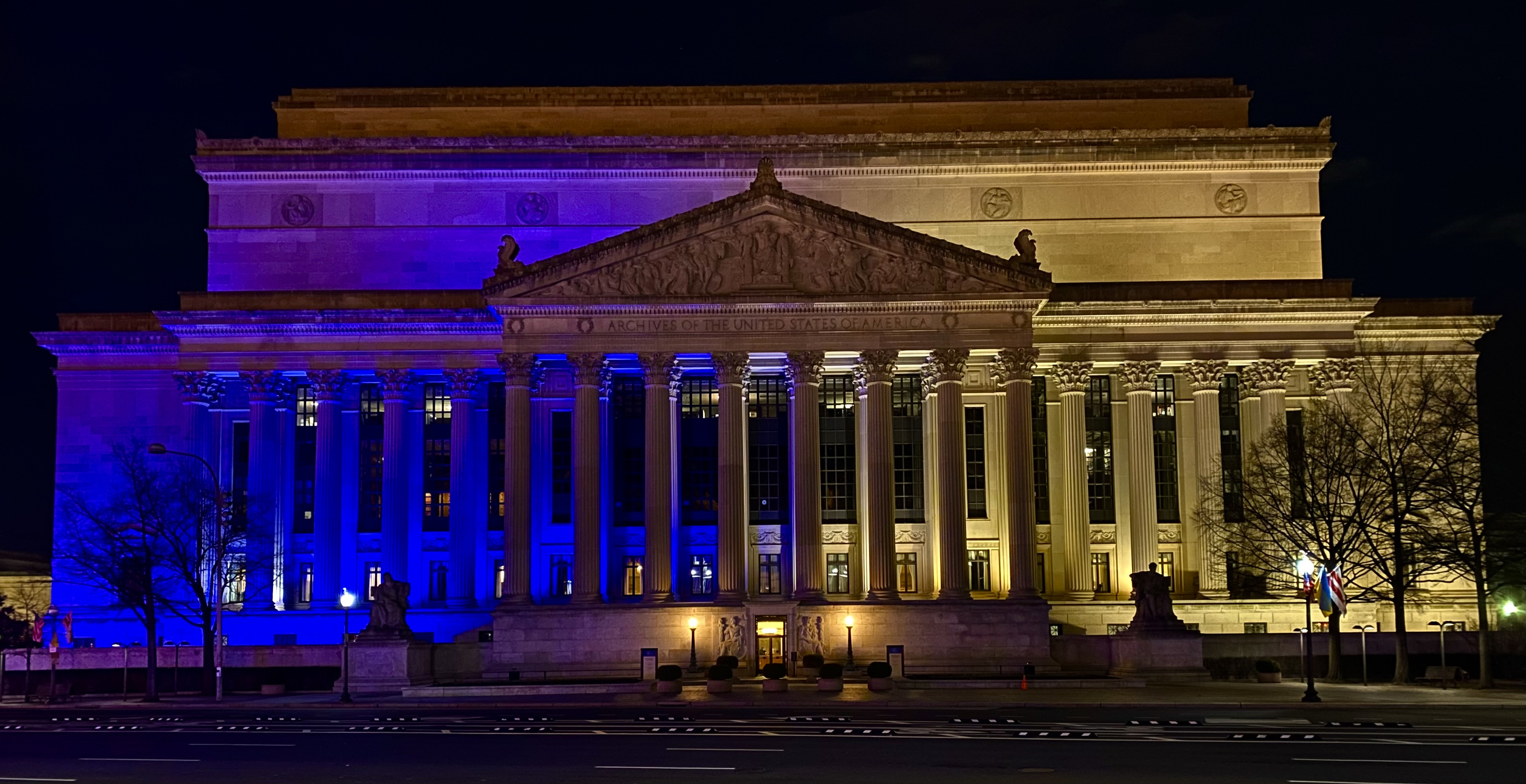
Archivos Nacionales y Administración de Documentos, Washington D.C.,  Estados Unidos
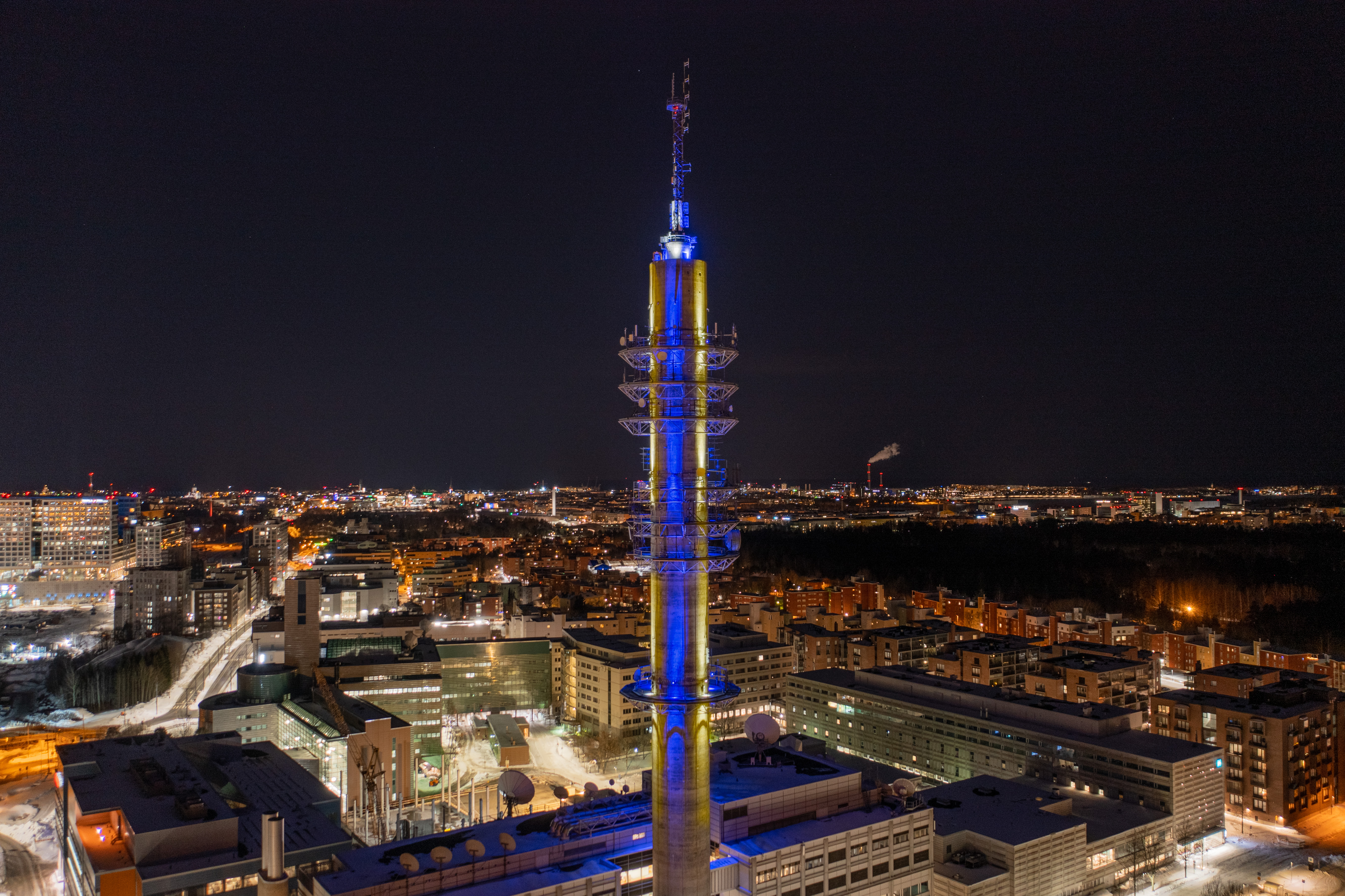
Torre de telecomunicaciones de Helsinki;  Finlandia
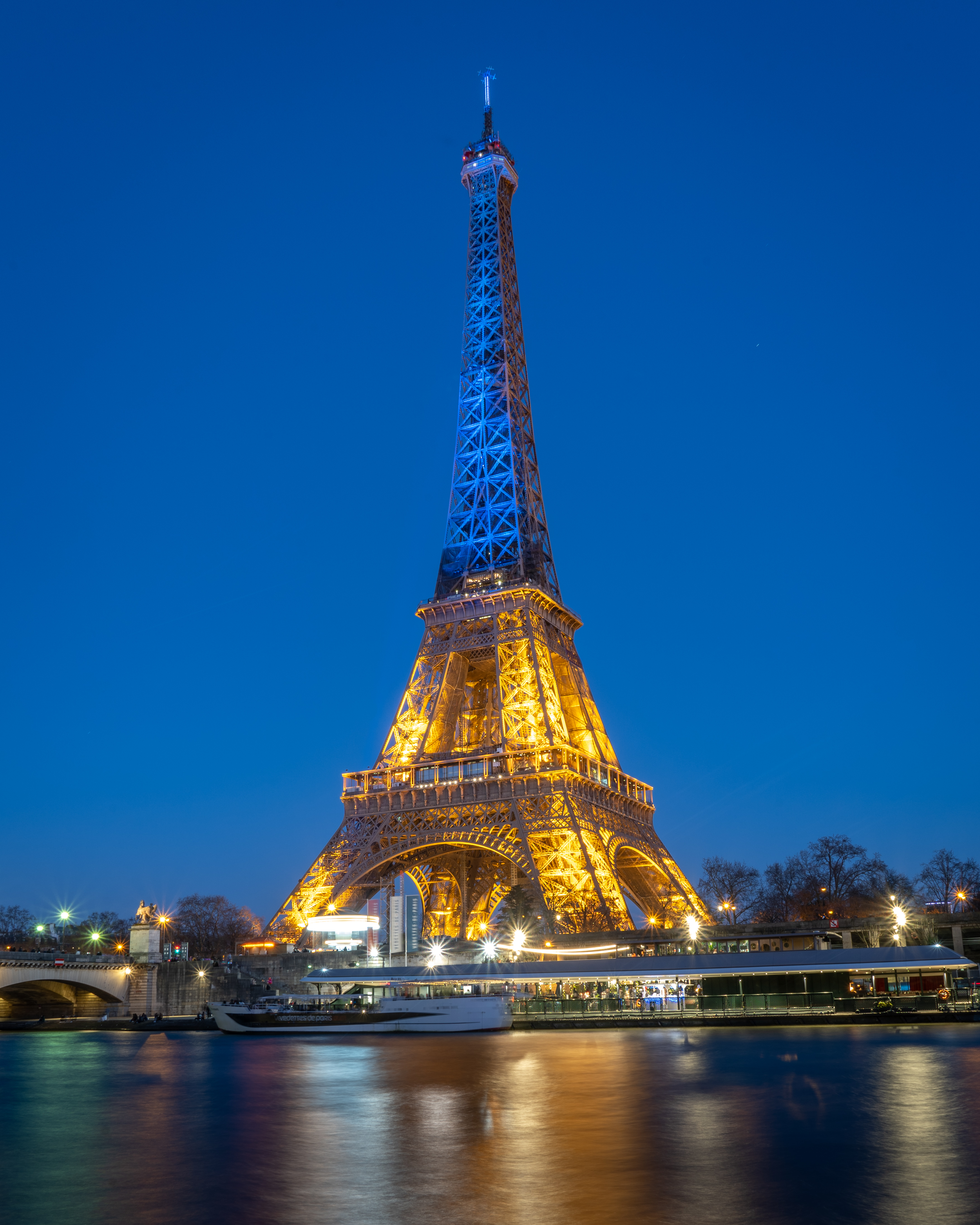
Torre Eiffel, París,  Francia
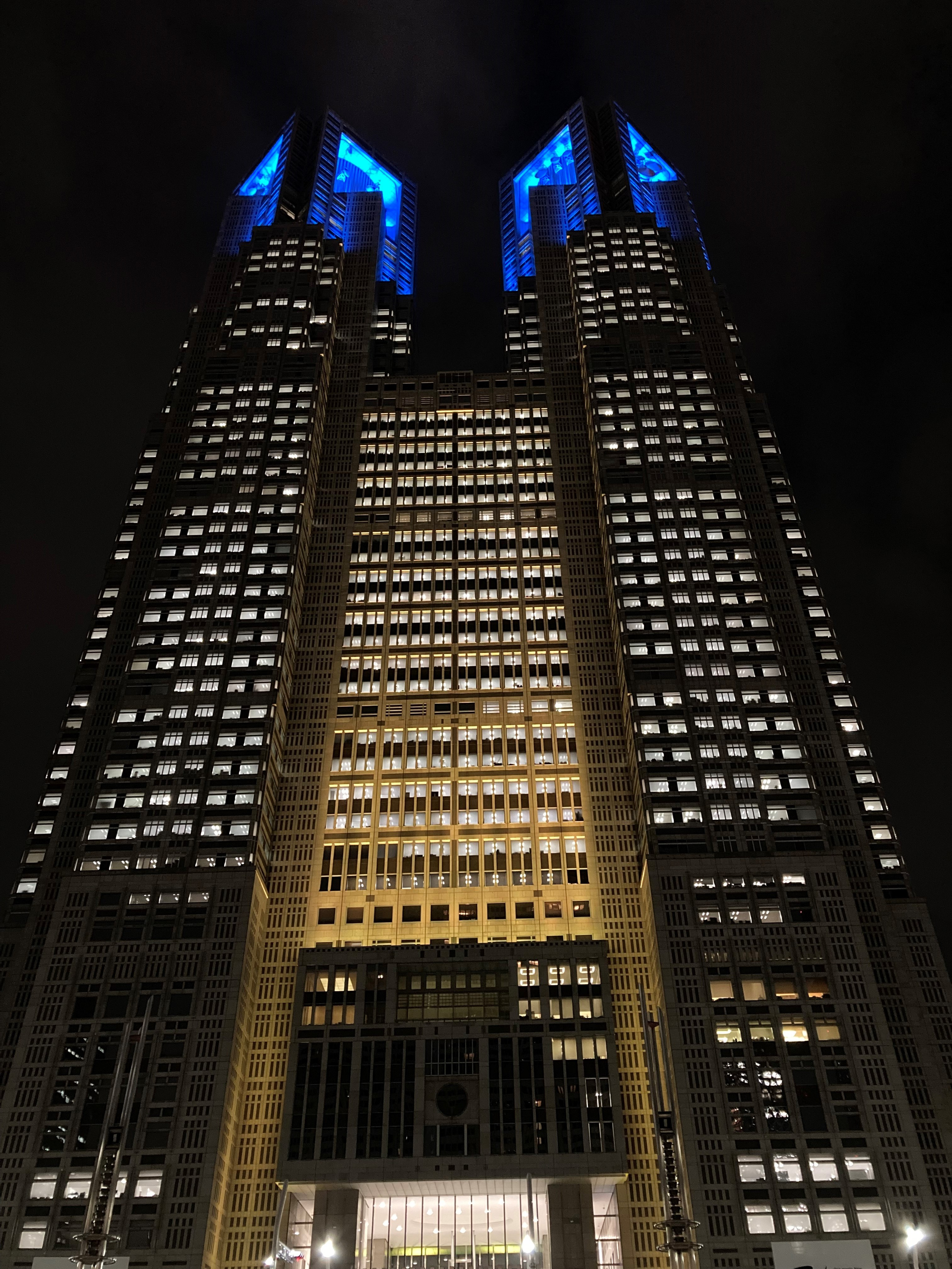
Ayuntamiento de Tokio,  Japón
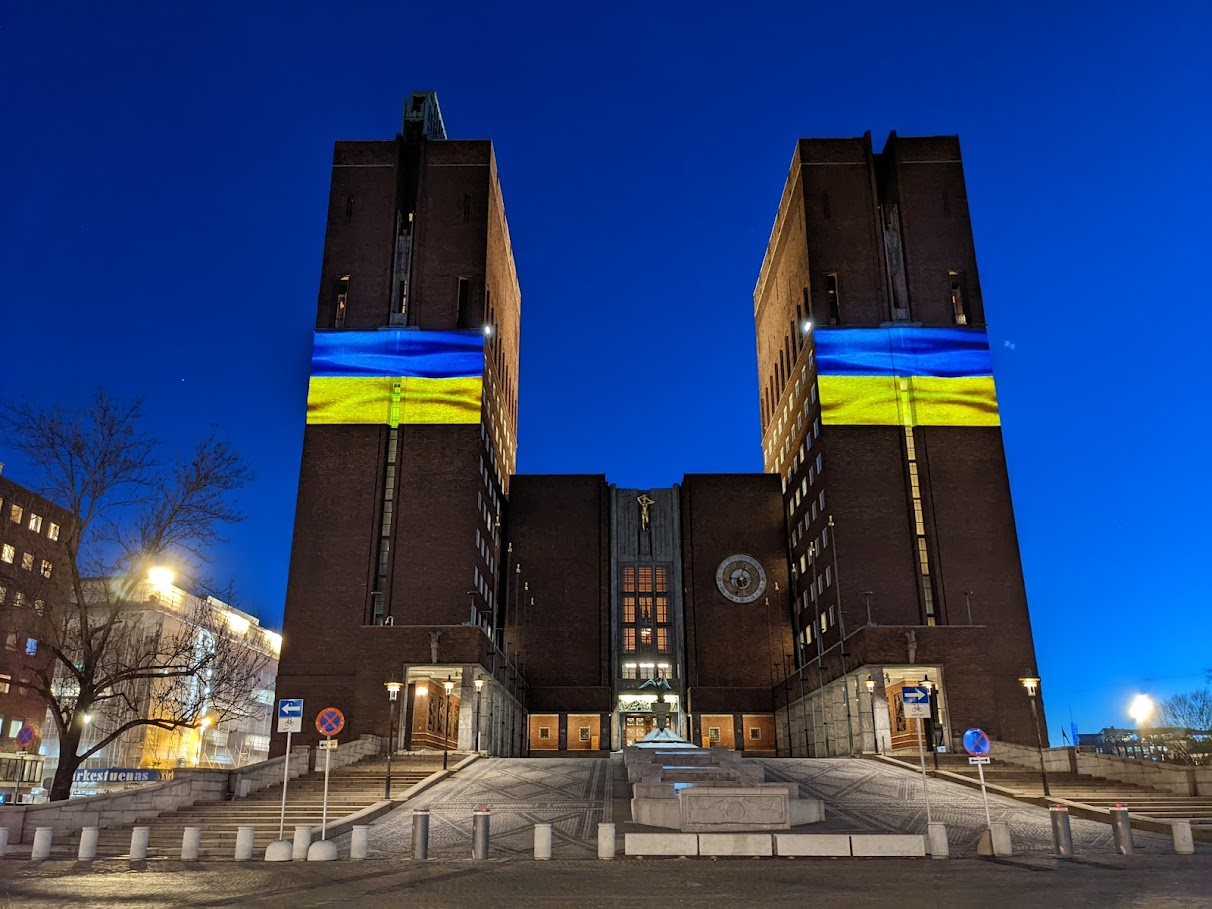
Ayuntamiento de Oslo,  Noruega
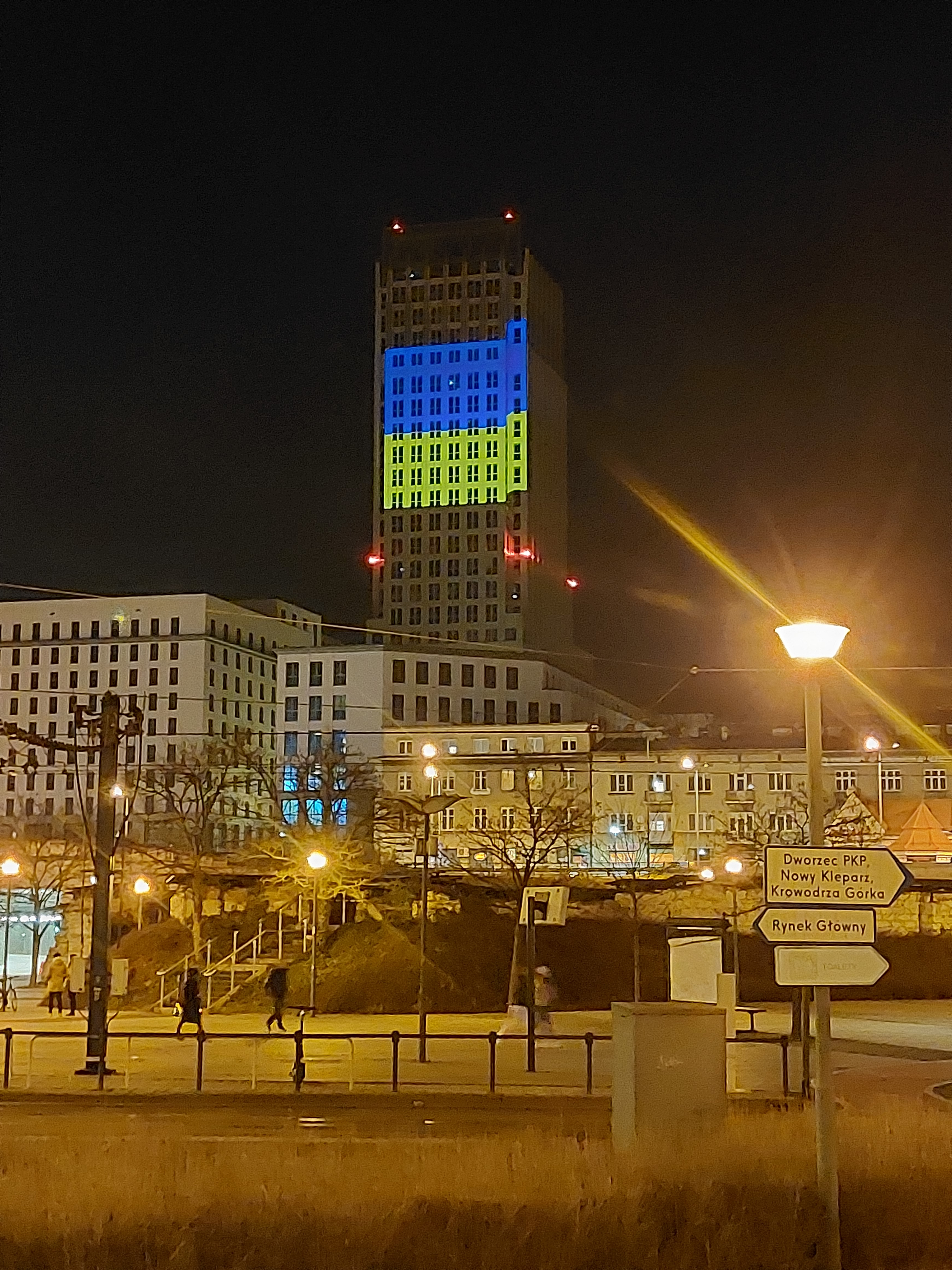
Szkieletor, Cracovia,  Polonia
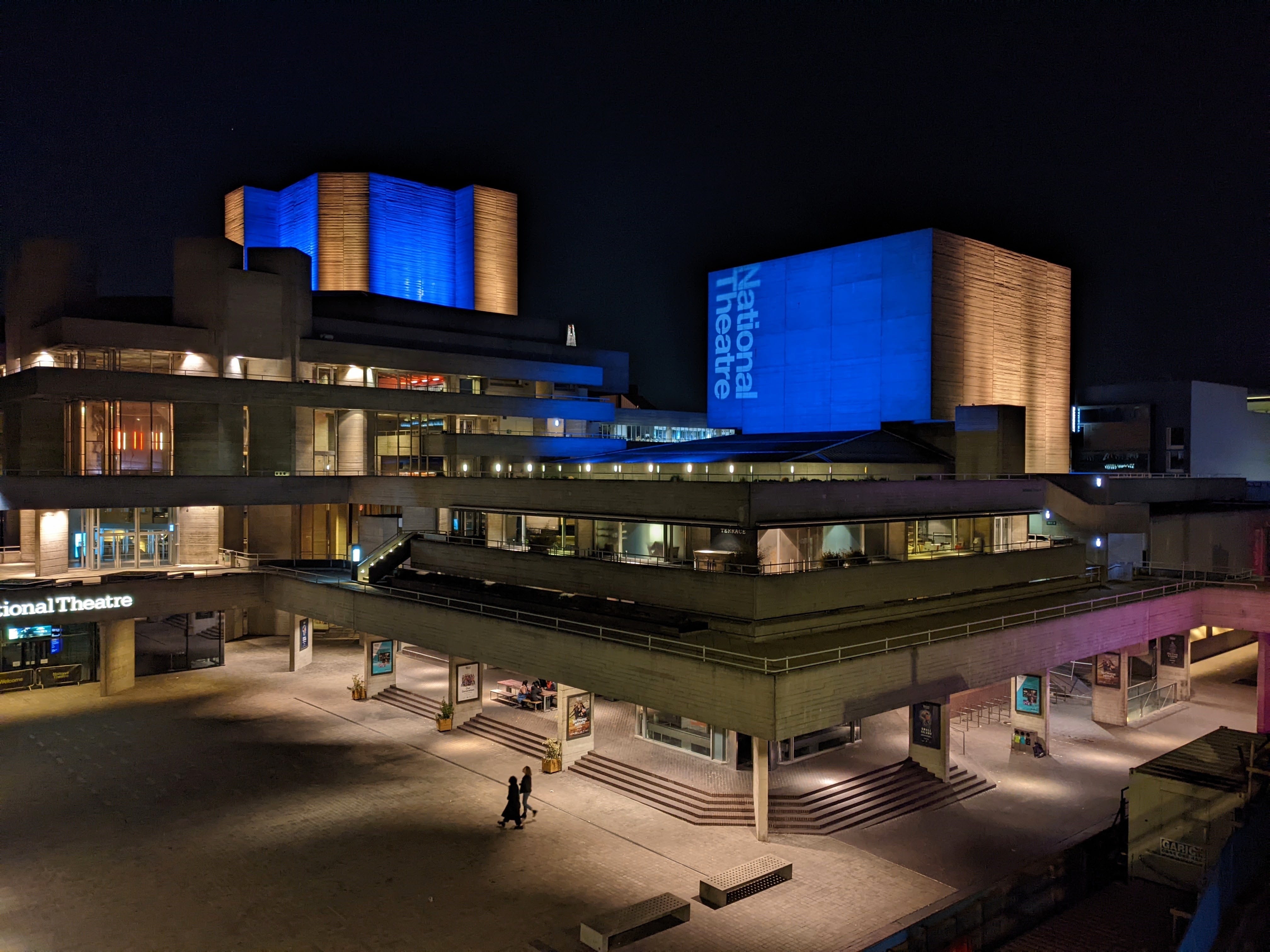
National Theatre, Londres,  Reino Unido
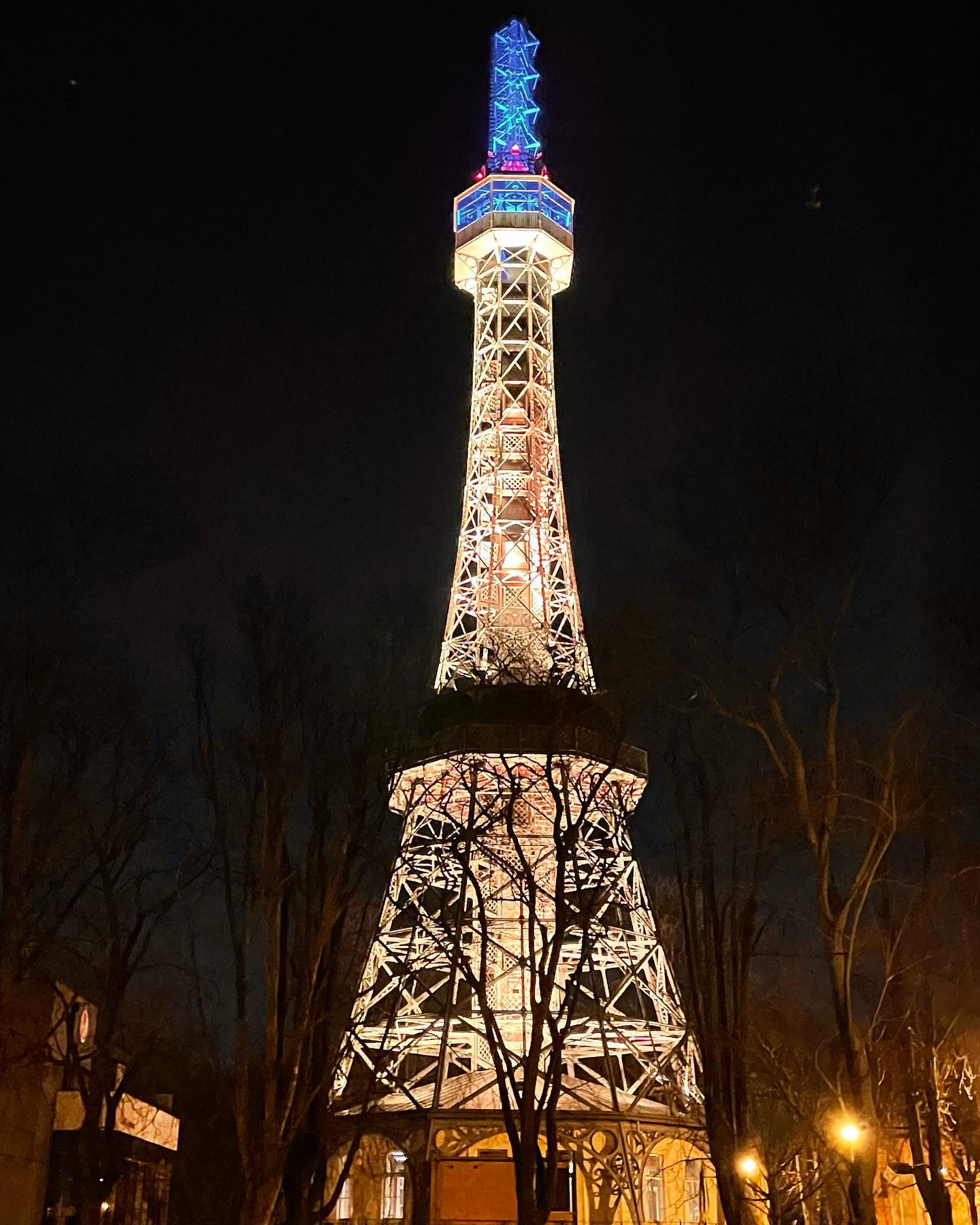
Torre de Observación de Petřín, Praga,  República Checa
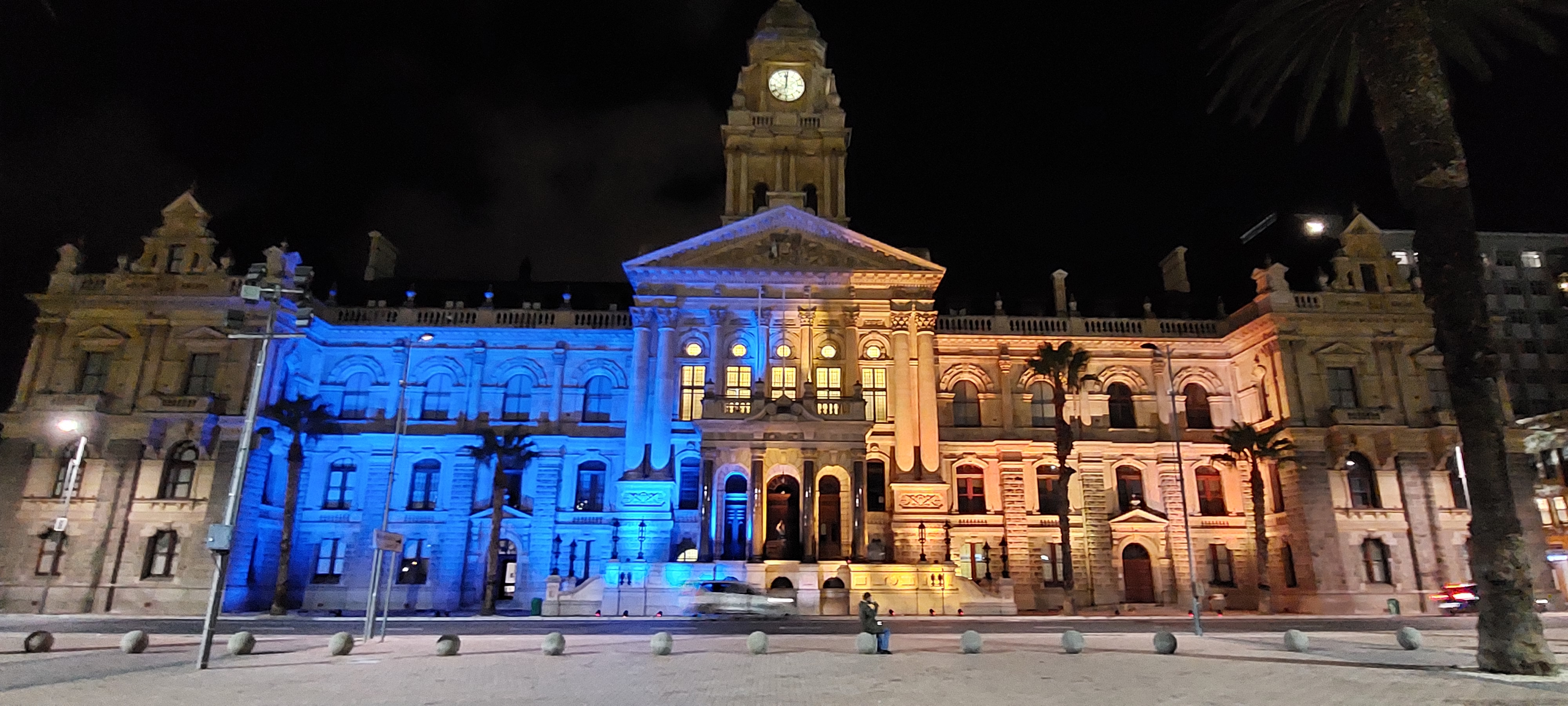
Palacio consistorial de Ciudad del Cabo,  Sudáfrica